# Cerro El Centinela, Baja California
Cerro El Centinela är ett berg i Mexiko.   Det ligger i kommunen Mexicali och delstaten Baja California, i den nordvästra delen av landet, 2 200 km nordväst om huvudstaden Mexico City. Toppen på Cerro El Centinela är 760 meter över havet, eller 667 meter över den omgivande terrängen. Bredden vid basen är 13,3 kilometer.
Terrängen runt Cerro El Centinela är platt åt nordost, men åt sydväst är den kuperad. Cerro El Centinela är den högsta punkten i trakten. Runt Cerro El Centinela är det ganska tätbefolkat, med 58 invånare per kvadratkilometer. Närmaste större samhälle är Progreso, 12,6 km öster om Cerro El Centinela. Trakten runt Cerro El Centinela är ofruktbar med lite eller ingen växtlighet.